# 马沥站
马沥站是广州地铁14号线的一座高架车站，位於中國廣東省廣州市白云区105国道黎佛路口西北侧。车站于2018年12月28日随14號線一期通车而启用。

## 車站結構

### 车站楼层
本站共有三层，地面为設備層，车站附近为105國道、黎佛路、广州市国际健康驿站以及其他建筑，地上二層為站廳層，地上三层為月台層。
| 地上三层 | 侧式站台 | 侧式站台                                                 | 侧式站台 | 侧式站台 |
|          | 2 站台   | █14号线 嘉禾望岗方向（下站：钟落潭）                     |          |          |
|          | 1 站台   | █14号线 东风方向（下站：新和）                           |          |          |
|          | 侧式站台 |                                                          |          |          |
| 地上二层 | 站厅     | 售票機、客服中心、商店、警务室、安检设施、卫生间、母婴室 |          |          |
| 地面     | 出入口   | 设备房及市政设施                                         |          |          |

### 站厅
马沥站站厅設有售票機及客務中心；亦设有自动售卖机和自动售卡/充值机等自助服务设施。
为方便行人进出，马沥站站厅北侧被划分为收费区，收费区内各自设有三條扶手电梯、兩組楼梯和一台专用电梯供乘客前往不同方向的月台。
另外，本站的卫生间及母婴室均设于站厅付费区内北侧。

### 月台
马沥站在105國道中心的上空设有两个侧式月台。
另外，月台往东风方向的一端东侧设有一条存车线。

1号站台全景图（设于2019年2月）

### 出入口
马沥站设有2个出入口供乘客进出车站。
|                                           |                                                       |      |          |                                          |
| 編號                                      | 设施                                                  | 照片 | 出口指示 | 建議前往的目的地                         |
| A                                         | 盲道标志 · 升降机标志 · 无障碍通道标志 · 扶手电梯标志 |      | 广从九路 | 广高路、地铁马沥站公交车站（北行）       |
| B                                         | 盲道标志 · 升降机标志 · 无障碍通道标志 · 扶手电梯标志 |      | 广从九路 | 黎家塘黎佛路、地铁马沥站公交车站（南行） |
| 註： 設有 \| 設有 \| 設有 \| 設有扶手電梯 |                                                       |      |          |                                          |

## 接驳交通
| 公交（地铁马沥站） \| 编号 \| 编号 \| 线路 \| 线路 \| 线路 \| 收费 \| 备注 \| \| ---- \| ----- \| -------------------- \| ---- \| ------------------------ \| ---- \| ---------------------- \| \| \| 650 \| 大罗村（省女子监狱） \| ⇆ \| 知识城南（地铁何棠下站） \| 3元 \| \| \| \| 714 \| 花都北兴 \| ⇆ \| 钟落潭（白云星汇城） \| 2元 \| 经杨一村 \| \| \| 725 \| 地铁新和站 \| ⇆ \| 钟落潭（白云星汇城） \| 2元 \| \| \| \| 738 \| 马洞森林公园 \| ↺ \| 湴湖村委 \| 2元 \| \| \| \| 夜116 \| 花都北兴 \| ⇆ \| 钟落潭（白云星汇城） \| 3元 \| 经杨一村 714路附属线路 \| |       |                      |      |                          |      |                        |
| 编号 | 编号  | 线路                 | 线路 | 线路                     | 收费 | 备注                   |
| | 650   | 大罗村（省女子监狱） | ⇆    | 知识城南（地铁何棠下站） | 3元  |                        |
| | 714   | 花都北兴             | ⇆    | 钟落潭（白云星汇城）     | 2元  | 经杨一村               |
| | 725   | 地铁新和站           | ⇆    | 钟落潭（白云星汇城）     | 2元  |                        |
| | 738   | 马洞森林公园         | ↺    | 湴湖村委                 | 2元  |                        |
| | 夜116 | 花都北兴             | ⇆    | 钟落潭（白云星汇城）     | 3元  | 经杨一村 714路附属线路 |

## 歷史

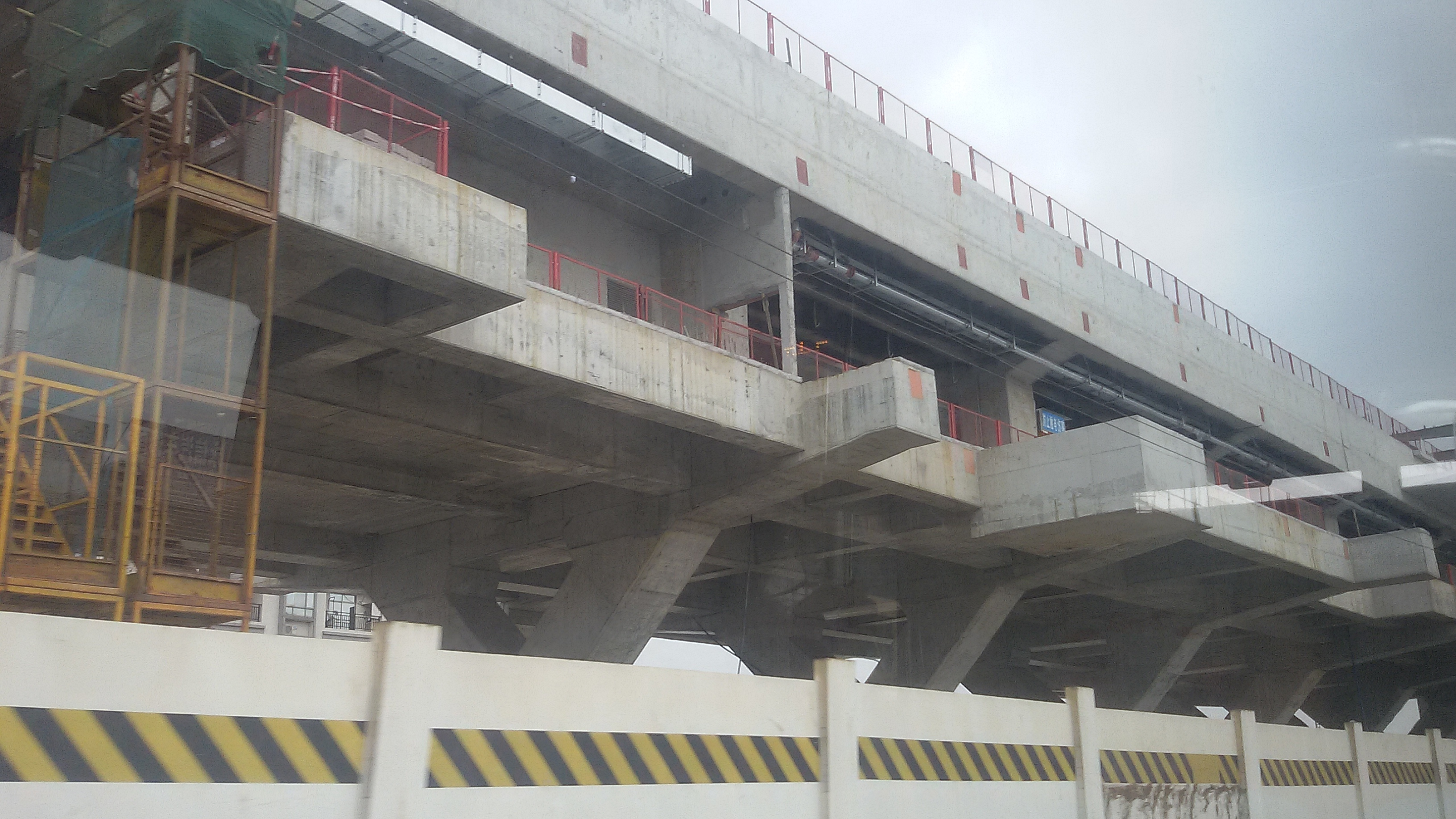
建设中的马沥站（2018年2月）

本站最早在2003年的地铁规划方案出现，為當時的新华线的其中一個車站。後來新華線分拆為來往花都區的9號線和來往從化區的14號線，本站成為14號線的車站之一。 本站在规划及建設時命名为黎家塘站。2018年3月，廣州地鐵集團向廣州市民政局地名委員會申報十四号线车站沿线站名，最終經公示確定以马沥站作為車站正式名稱。
2018年9月26日，14号线嘉禾望岗站至本站一段举行“三权移交”，随即展开运营调试。随后于同年12月28日下午2时，本站随14號線一期通车而启用。
2022年年末疫情期间，本站曾受防控措施影响，于2022年11月21日至27日暂停服务。